# Eishner Jigsmac Sibug
Eishner Jigsmac Sibug (* 14. April 1999 in Lodi, New Jersey) ist ein philippinisch-US-amerikanischer Eishockeyspieler, der seit 2022 bei Mustangs Hockey in der philippinischen Liga spielt.

## Karriere
Eishner Jigsmac Sibug wurde im US-Bundesstaat New Jersey geboren. Er spielte zu Beginn seiner Karriere für dortige Vereine. 2018 wechselte er in die philippinische Eishockeyliga. Nachdem er zunächst für die Manila Bearcats und Manila Bay Lightning aktiv war, steht er seit 2022 bei Mustangs Hockey auf dem Eis.

### International
Für die philippinische Nationalmannschaft spielte Sibug erstmals bei den Südostasienspielen 2019 und gewann dort die Bronzemedaille. Es folgte die Teilnahme an der Weltmeisterschaft 2023 in der Division IV, als er zum besten Verteidiger des Turniers gewählt wurde und mit seinem Team in die Division III aufstieg. Dort spielte er dann bei der Weltmeisterschaft 2024.

## Erfolge und Auszeichnungen
- 2019 Bronzemedaille bei den Südostasienspielen
- 2023 Bester Verteidiger der Weltmeisterschaft der Division IV
- 2023 Aufstieg in die Division III, Gruppe B, bei der Weltmeisterschaft der Division IV